# Paul Flaherty (Musiker)

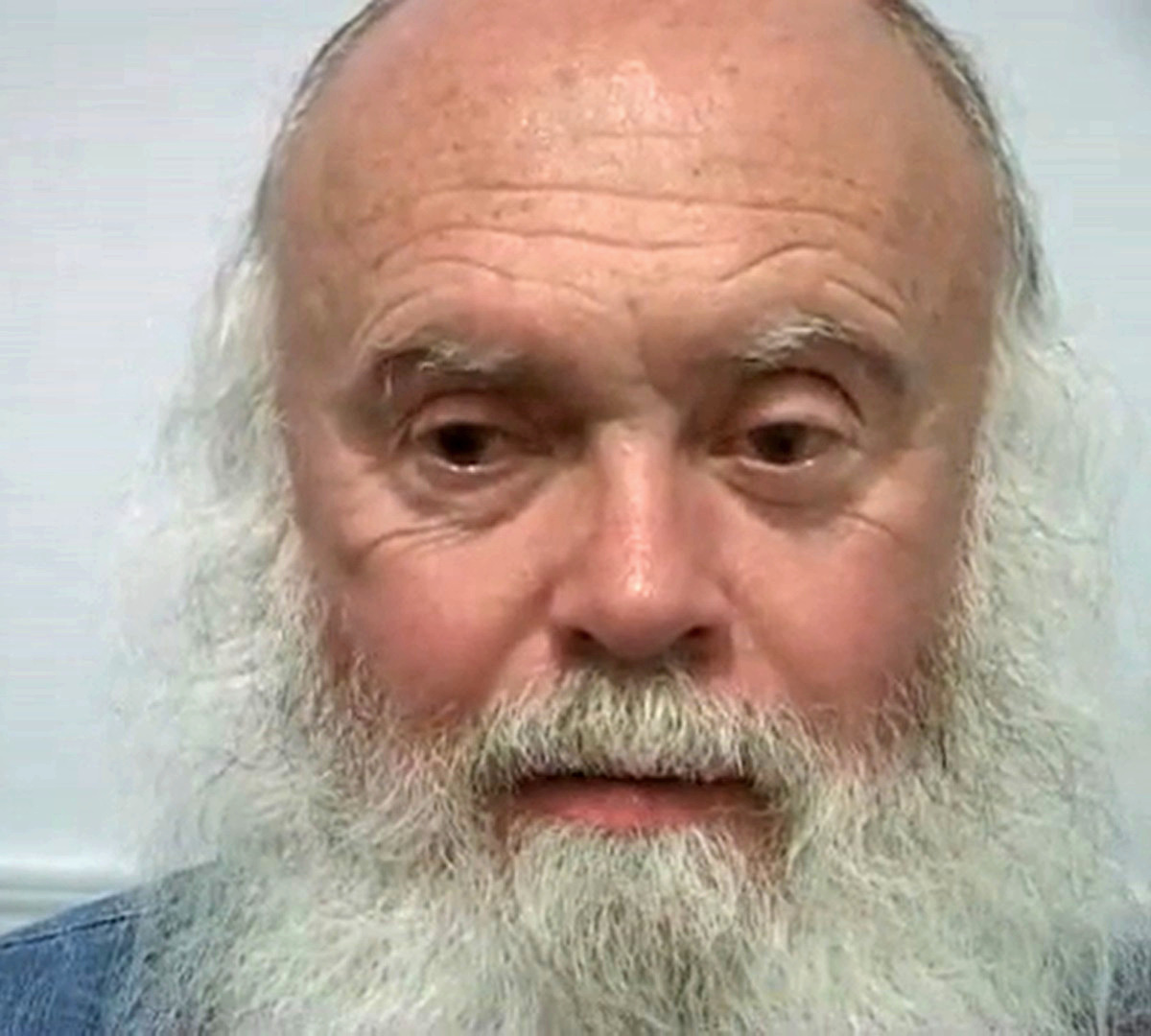
Paul Flaherty (circa 2003)

Paul Flaherty (* 6. November 1948 in Hartford, Connecticut) ist ein US-amerikanischer Saxophonist (Alt, Tenor- und Sopransaxophon) des Free Jazz und der Neuen Improvisationsmusik.

## Leben und Wirken
Paul Flaherty ist seit Ende der 1970er Jahre in der Szene der freien Improvisationsmusik im Nordosten der USA aktiv. Von Connecticut aus spielte er in privaten Sessions und veröffentlichte seine Musik zunächst im eigenen Label Zaabway; das wachsende Interesse an Free Jazz in den 1990s gab ihm die Möglichkeit, einige Alben für die Label Cadence, Tulpa, Ecstatic Yod und Boxholder sowie für sein eigenes Label Wet Paint einzuspielen. 1993 nahm er für Cadence das Album Fat Onions auf, an dem der Schlagzeuger Randall Colbourne mitwirkte. In den 2000er Jahren arbeitete er häufig im Duo mit Schlagzeugern, so mit Randall Colbourne 2003, Marc Edwards und für das Album Kaivalya Vol. 2 (2005) mit Chris Corsano.
François Couture im Allmusic vergleicht Paul Flahertys Stil mit Peter Brötzmann und Ivo Perelman. Die Kritiker Richard Cook und Brian Morton erinnert Flahertys heftig aufbrausendes und energiegeladenes Spiel an die Free-Jazz-Ausbrüche der späten 1960er und frühen 1970er Jahre.

## Diskographische Hinweise
- Fat Onions (Cadence, 1993)
- Ringtaw (Zaabway)
- Anahad (Cadence, 1998)
- The Ilya Tree (Boxholder, 1999)
- Sannyasi (Wet Paint, 2001)
- Kaivalya Vol. 1 (Cadence, 2003)
- Voices (Wet Paint, 2003)
- Prana-Bindu/Mittimus/Paul Flaherty/Randall Colbourne: Live October 20th 2013 (2013), mit Todd Knapp, Gene Moore, Matt Sekel, Mike Yarrish
- Paul Flaherty & Randall Colbourne: Ironic Havoc (Relative Pitch, 2014)
- Dragonfly Breath III: Live at the Stone: Megaloprepus Caerulatus (2016), mit Steve Swell, C. Spenser Yeh. Weasel Walter
- Morfina (2017)
- Lao Dan, Paul Flaherty, Randall Colbourne, Damon Smith: Live at Willimantic Records (Family Vineyard, 2019)
- Paul Flaherty, Randall Colbourne, James Chumley Hunt, Mike Roberson: Borrowed from Children (577 Records, 2020)
- Mette Rasmussen, Paul Flaherty, Zach Rowden, Chris Corsano: Crying in Space (Relative Pitch, 2022)
- Second Pressing  (577 Records, 2024), mit Jim Matus, Larry Derdeyn